# Guri (métro de Séoul)
Pour les articles homonymes, voir Guri (homonymie).
Guri  (hangeul : 구리 ; hanja : 九里) est une station de passage de la ligne Gyeongui-Jungang du métro de Séoul. Elle est située au 32-29, Geonwon-daero 34 beon-gil, dans le quartier Inchang-dong de la ville de Guri, sur le territoire de la province Gyeonggi-do, à l'est de Séoul, en Corée du Sud. 
Ouverte en 2005, elle est desservie par les rames omnibus qui circulent sur la totalité de la ligne Gyeongui-Jungang.

## Situation sur le réseau

Plan du réseau du métro de Séoul (2023)

Établie en surface, Guri, est une station de passage de la ligne Gyeongui-Jungang du métro de Séoul : elle est située entre la station Yangwon, en direction du terminus ouest Munsan, et la station Donong, en direction du terminus est Jipyeong.

## Histoire
La station de métro Guri est mise en service le 16 décembre 2005, lors de l'ouverture, après le chantier de remise à niveau et d'électrification , de la section de Cheongnyangni à Deokso de la ligne Jungang.
Elle devient une station de la ligne Gyeongui-Jungang, le 27 décembre 2014 lors de l'ouverture de cette nouvelle ligne créée notamment par la fusion d'anciennes lignes dont la ligne Jungang.

## Services aux voyageurs

### Accès et accueil
La station est située au 32-29, Geonwon-daero 34 beon-gil à Guri. Elle dispose de trois accès de part et d'autre des voies établies en surface.

### Desserte
Guri est desservie par les rames omnibus qui circulent sur la ligne Gyeongui-Jungang entre Munsan et Jipyeong. Elle dispose de deux quais latéraux équipés de portes-palières.

Installations
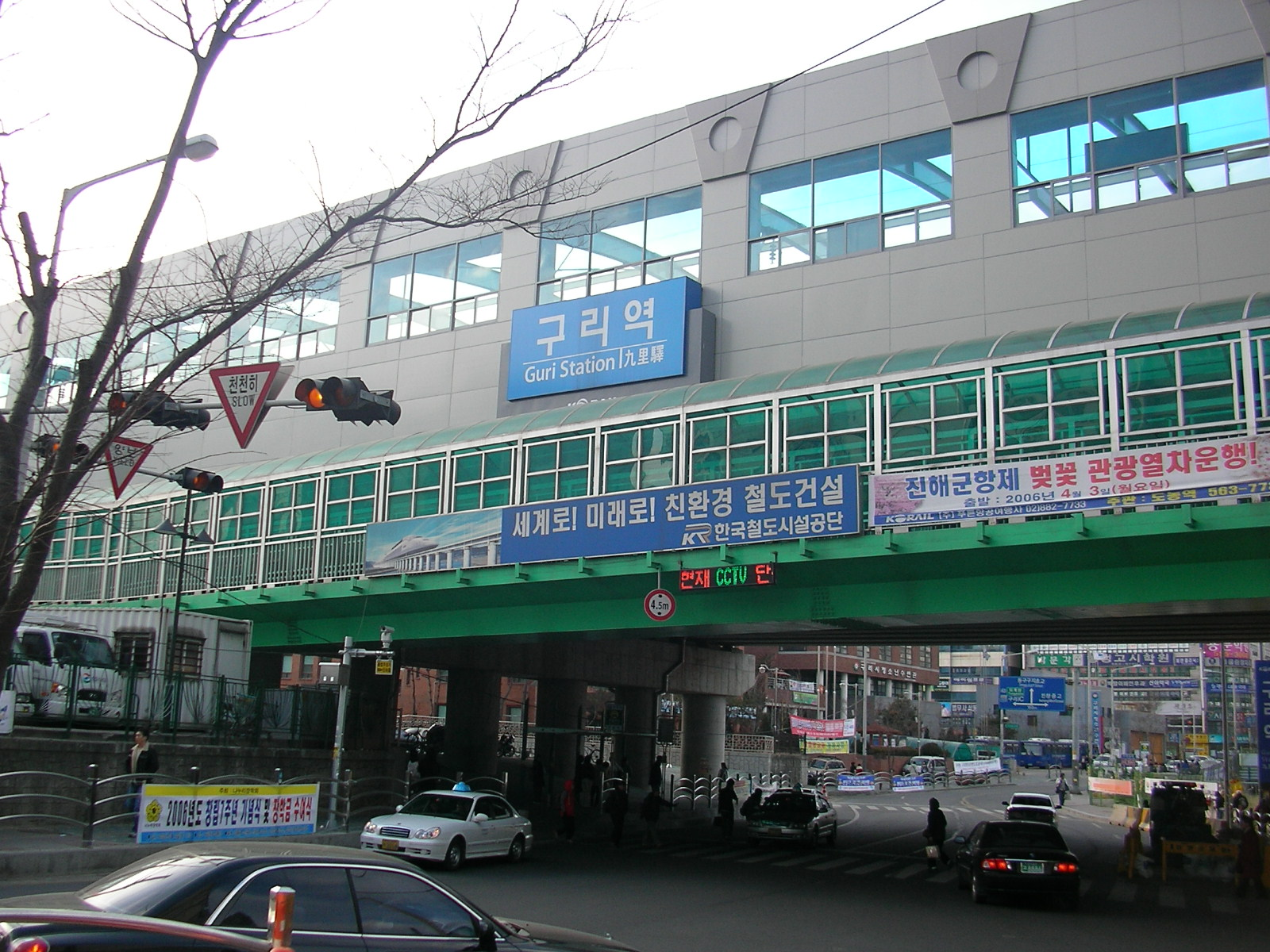
En 2008.
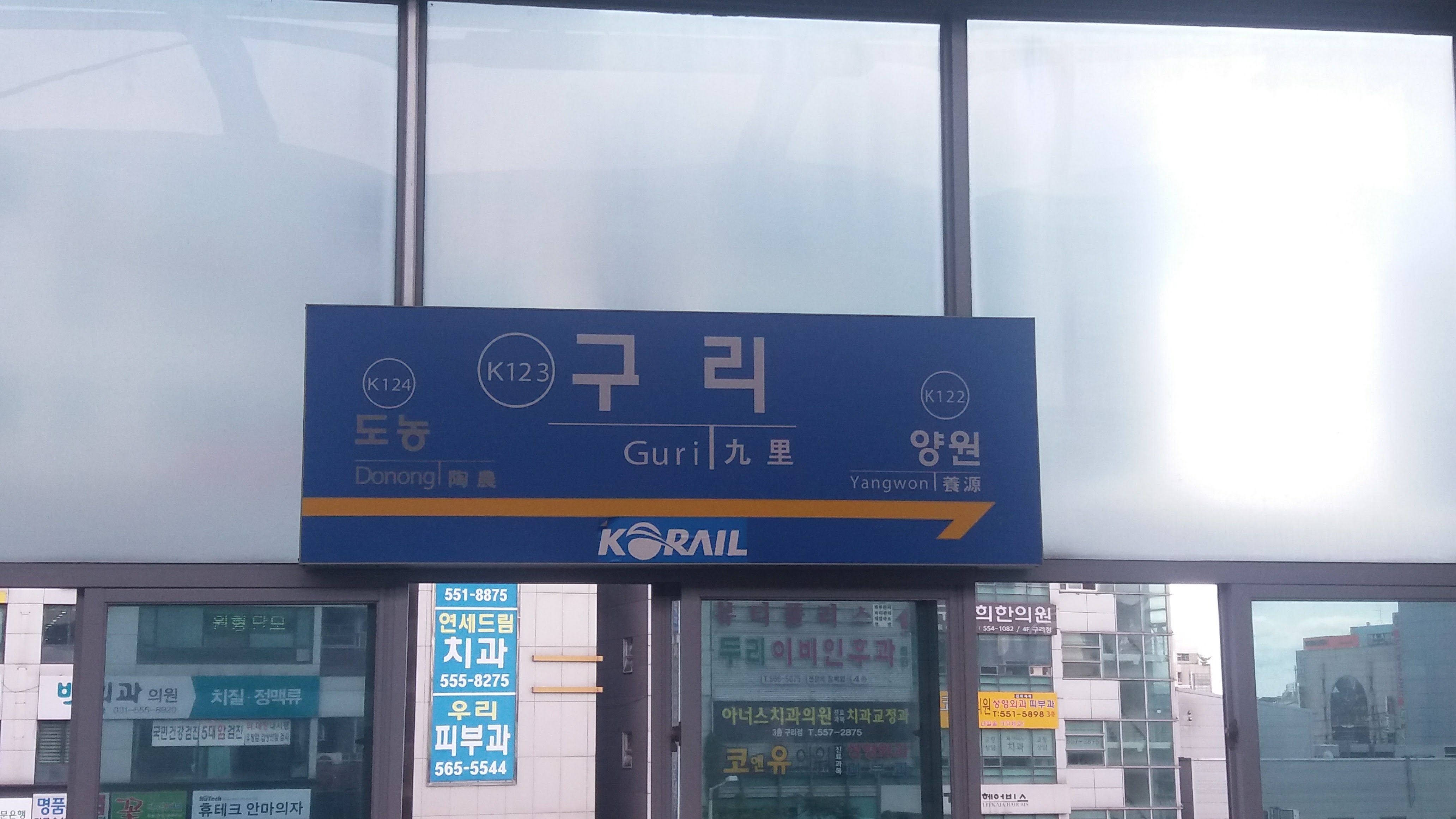
En 2017.
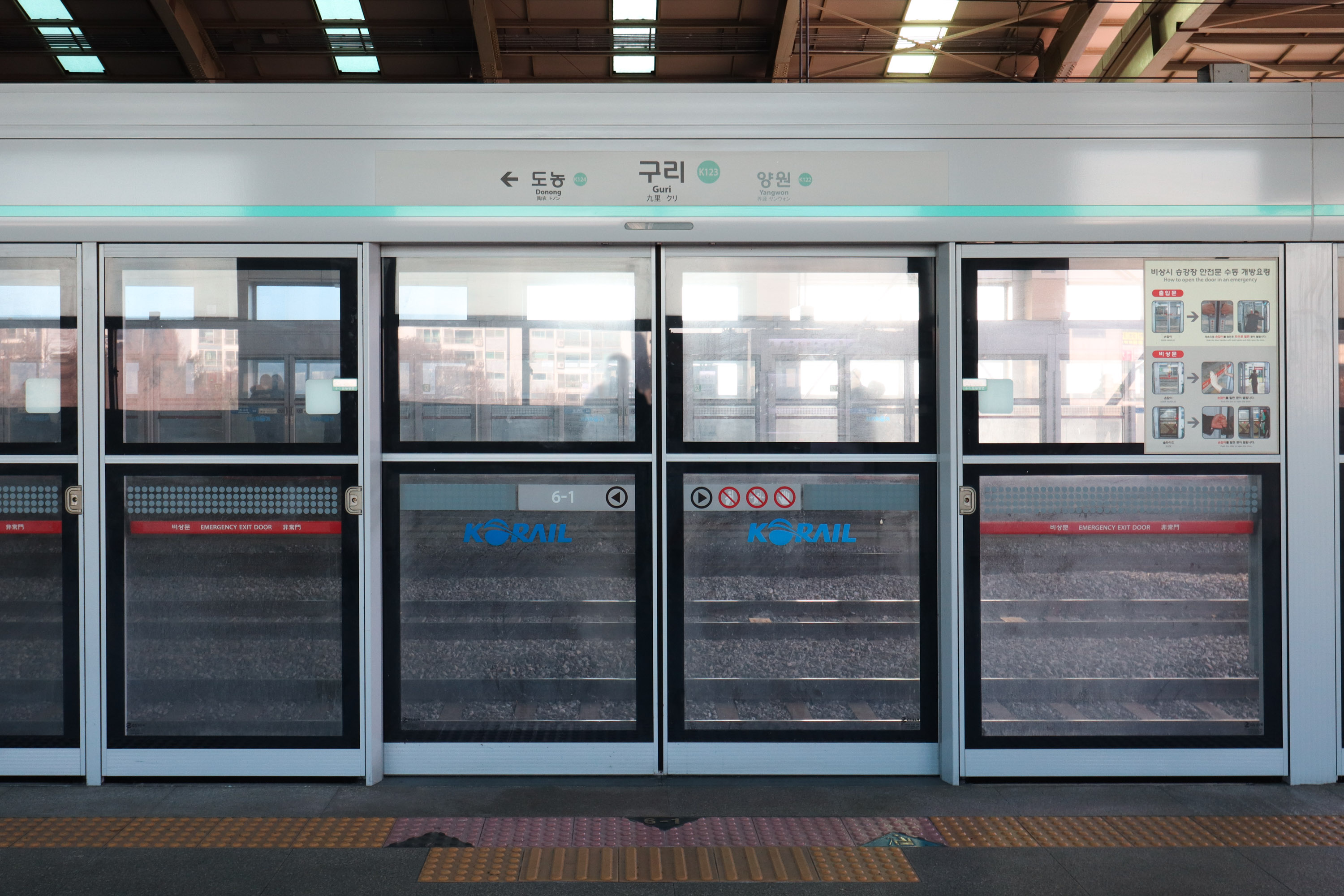
En 2022.

### Intermodalité
Des arrêts de bus sont situés à proximité.

## Projet
Un projet de prolongement de la ligne 8 du métro de Séoul, en cours de réalisation, prévoit de passer par la station Guri. L'ouverture est prévu en 2024.